# NGC 1359
NGC 1359 est une vaste galaxie spirale barrée probablement de type magellanique et située dans la constellation de l'Éridan. NGC 1359 a été découverte par l'astronome britannique John Herschel en 1836.

## Caractéristiques
Sa vitesse par rapport au fond diffus cosmologique est de 1 844 ± 10 km/s, ce qui correspond à une distance de Hubble de 27,2 ± 1,9 Mpc (∼88,7 millions d'al).
À ce jour, 14 mesures non basées sur le décalage vers le rouge (redshift) donnent une distance de 34,407 ± 7,563 Mpc (∼112 millions d'al), ce qui est à l'intérieur des valeurs de la distance de Hubble. Notons cependant que c'est avec la valeur moyenne des mesures indépendantes, lorsqu'elles existent, que la base de données NASA/IPAC calcule le diamètre d'une galaxie et qu'en conséquence le diamètre de NGC 1359 pourrait être d'environ 55,6 kpc (∼181 000 al) si on utilisait la distance de Hubble pour le calculer.

## Groupe de NGC 1359 et de NGC 1407. Amas de l'Éridan
Selon le site «Un atlas de l'Univers» de Richard Powell, NGC 1359 fait partie du petit groupe de galaxies de NGC 1359. Ce groupe renferme au moins trois autres galaxies : NGC 1383, NGC 1393 et ESO 548-32 (UGCA 077). Le groupe de NGC 1359 fait partie de l'amas galactique de l'Éridan.
Selon un article publié par A.M. Garcia en 1993, NGC 1359 appartient au groupe de groupe de NGC 1407 qui compte neuf membres. Aucune autre des galaxies du groupe de NGC 1359 ne se trouve dans la liste de Garcia.